# Antonio Coscia
Antonio Francisco Coscia Campos (Asunción, 10 aprile 1935 – 24 maggio 2023) è stato un cestista paraguaiano.

## Carriera
Con il Paraguay ha disputato i Campionati del mondo del 1954.